# Barnaba (patriarcha Serbii)
Barnaba, imię świeckie Petar Rosić; cyr.: Петар Росић (ur. 29 sierpnia 1880 w Pljevlji, zm. 23 lipca 1937 w Belgradzie) – serbski duchowny prawosławny, patriarcha Serbskiego Kościoła Prawosławnego w latach 1930–1937.

## Życiorys
Pochodził ze wschodniej Czarnogóry. Po ukończeniu szkoły w rodzinnej miejscowości, kontynuował naukę w seminarium w Prizrenie. W 1905 ukończył studia teologiczne w St. Petersburgu. Po studiach wyjechał do Stambułu, gdzie przyjął godność kapelana poselstwa serbskiego przy Porcie Osmańskiej.
Po klęsce Serbii w 1915, zajął się służbą dyplomatyczną, podróżując regularnie do Rosji. W 1920 został ordynariuszem eparchii skopijskiej.
Po śmierci patriarchy Dymitra w 1930, stanął na czele Kościoła serbskiego. Kierował nim w okresie intensywnej reorganizacji. W okresie jego rządów powstały metropolia zagrzebska i diecezja mukaczewsko-preszowska obejmująca Zakarpacie. Był także inicjatorem budowy cerkwi św. Sawy w Belgradzie (największej świątyni prawosławnej w Europie).
Należał do konsekwentnych przeciwników konkordatu Jugosławii ze Stolicą Apostolską, który w jego mniemaniu miał potwierdzić uprzywilejowaną pozycję Kościoła katolickiego w państwie jugosłowiańskim. W momencie kiedy ustawa konkordatowa trafiła pod obrady parlamentu, zmarł nagle w nocy.
Pochowany w soborze św. Michała Archanioła w Belgradzie.